# Plaza del Humedal
La plaza del Humedal o El Humedal (L'Humedal en asturiano) es una plaza urbana y un lugar del distrito Centro de la ciudad de Gijón, Asturias, España. Es conocida por ser un punto estratégico para las comunicaciones, accesos y transporte de la ciudad.

## Nomenclatura
La plaza se llamó desde 1938 hasta 1980 «Plaza de los Mártires de la Cruzada Nacional», en honor a ciudadanos represaliados en la plaza durante la Guerra Civil. Comúnmente era llamada «Plaza de los Mártires». En 1980 se renombra a «Plaza del Humedal», en referencia al nombre que había tenido esos terrenos previamente. En origen, la zona aparece recogida como L'Umeral, bosque de alisos (umeros en asturiano). Sin embargo, la situación pantanosa del terreno llevaría a la confusión y sería conocida como El Humedal. Desde 2006 el lugar recibe oficialmente el nombre de L'Humedal.

## Ubicación y accesos
Está situada en la parte central de Gijón, entre los barrios de El Centro y Laviada. La plaza en sí está rodeada por la calle Magnus Blikstad al sur, calle Sanz Crespo al norte, calle Llanes al oeste y la calle Palacio Valdés al este. Sin embargo, debido la gran plenitud de los espacios abiertos circundantes, los límites de El Humedal se fijan desde el límite con Plaza Europa hasta la iglesia de San José.

## Comunicaciones
La plaza se ha caracterizado por ser un punto de acceso a la ciudad de Gijón, especialmente por contar con la estación de El Humedal y la calle Sanz Crespo. Sin embargo, en las últimas décadas la plaza perdió parte de estas funciones debido a la demolición de la estación y la clausura de la calle, ambas actuaciones debido a la aplicación del Plan de Vías.
- Carretera: El Humedal cuenta con una gran cantidad de calles y avenidas que fluctúan a lo largo del espacio.[6] Destacan: la calle Palacio Valdés, que conecta con la avenida de la Costa al sur y la calle Álvarez Garaya al norte y la calle Sanz Crespo, que antes de su clausura conectaba con la autovía GJ-81.
- Autobús: El Humedal es uno de los puntos más relevantes de la ciudad para su empresa de transporte público: EMTUSA.[7] En las dos paradas principales, Gota de Leche y El Humedal; estacionan las líneas 1, 6, 10, 12, 16, 18, 20, 26, 34 y los búhos 1, 2, 3 y 4. Estas últimas seis líneas tienen su cabecera en la plaza. Hay seis marquesinas y desde 2015 una oficina de atención al usuario de la propia compañía.[8] Próxima a la plaza se halla la estación de autobuses de Gijón, operada exclusivamente por Alsa.Las marquesinas y la oficina de atención al usuario

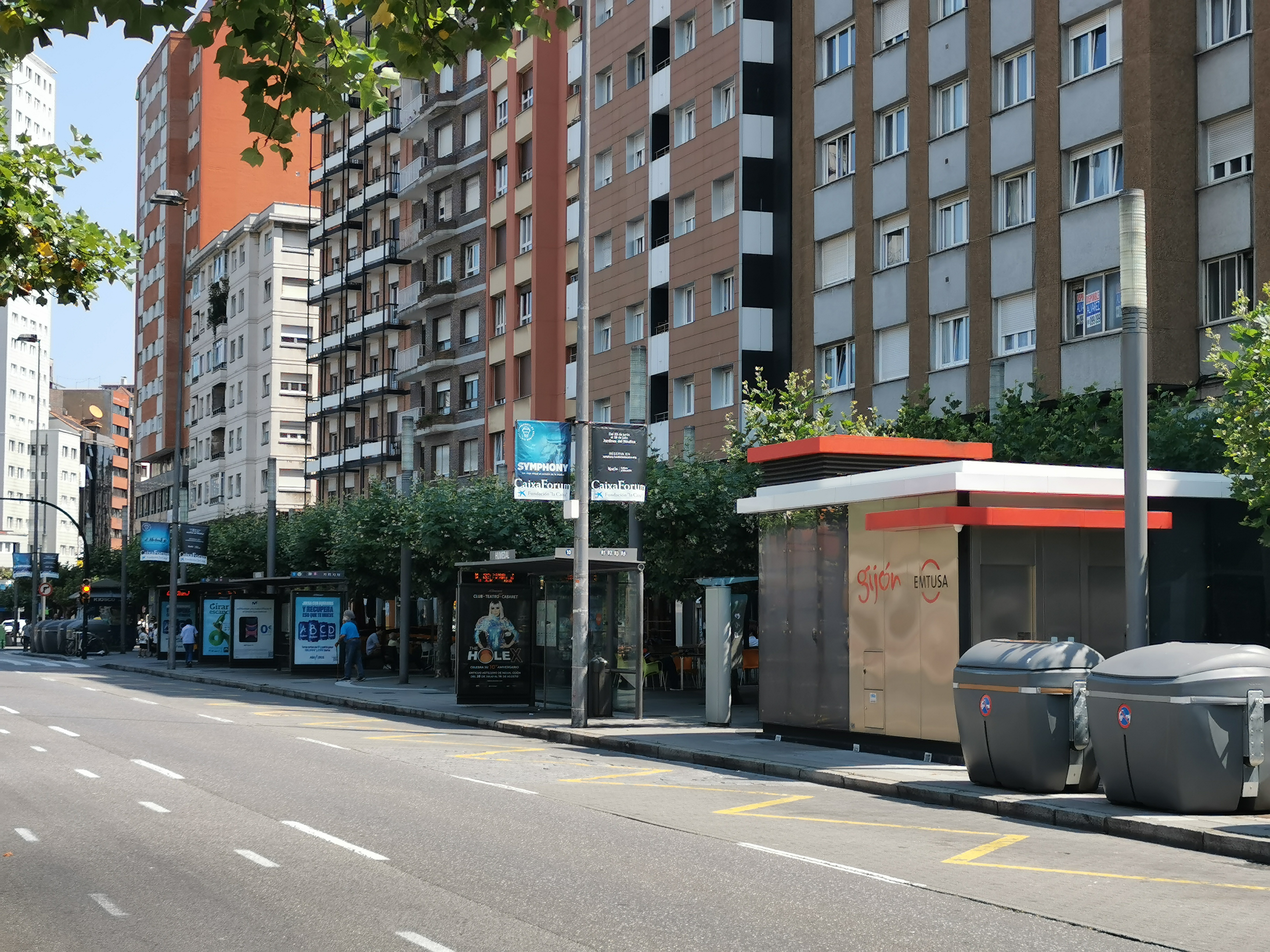
Las marquesinas y la oficina de atención al usuario

- Bicicleta: La plaza cuenta con una estación del sistema municipal de alquiler de bicicletas.[9]
- Tren: Hasta 2011 El Humedal contaba con los servicios de la estación de Gijón-Cercanías. En la Plaza Europa se ha proyectado una estación de ferrocarril, que contará con un acceso a las paradas de autobús para facilitar la intermodalidad.[3]

### Intercambiador de El Humedal
En 2022 el Gobierno de Asturias propone construir un intercambiador de transporte público en El Humedal.En los presupuestos autonómicos de 2024 se recogía una partida de 3.400.000 euros para su construcción mediante financiación europea conseguida a través del Plan de Recuperación, Transformación y Resiliencia. El proyecto se divide en dos fases:
- Primera fase: En esta fase se construirán 5 zonas de marquesinas entre Plaza Europa y El Humedal. Las marquesinas sumarán 190 metros de longitud y estarán divididas por colores para facilitar su identificación. En La Acerona se talará el arbolado por jardineras y se instalarán 70 metros de marquesinas rojas.[11]Al otro lado de la calle Palacio Valdés, en La Gota Leche, la marquesina será de 20 metros y amarilla. En el paseo de la Infancia se pondrán 40 metros de marquesina naranja y ahí se situará un acceso a la estación de Plaza Europa y una gran parada de taxis.[11]En la avenida de la Costa se colocarán dos paradas, una al lado de la Casa Rosada de color rosa (sin marquesinas) y la otra en la actual parada de Plaza Europa, con una marquesina de 60 metros y color verde.[11]
- Segunda fase: Una vez atendido el proyecto de transporte público en la parte sur de El Humedal y en Plaza Europa, la parte norte será reformada para facilitar la circulación del tráfico rodado. Se planea construir una glorieta demoliendo parte de la zona peatonal de la plaza, permitiendo una mayor diversidad de giros e itinerarios posibles.[12]

## Historia
Los terrenos al oeste de la calle Corrida hasta el mar eran zonas pantanosas. En el Plan de Mejoras, promovido por Jovellanos, los terrenos se secan entre 1782 y 1787 y se construye una zona verde conocida como Parque de la Estrella. La muralla carlista de Gijón, iniciada en 1837 y demolida en 1877, supuso la eliminación de ese espacio a favor de los baluartes y fosos. Tras la demolición de la muralla, el lugar es ocupado paulatinamente por instalaciones industriales y ferroviarias (Fábrica de Laviada, Ferrocarril de Langreo...). En 1852 llega a la ciudad el Ferrocarril de Langreo, construyéndose una estación de ferrocarril en la plaza que pervivirá en esa ubicación hasta su demolición en 2014. En 2016 se inauguran los Jardines del Tren de la Libertad en el gran espacio dejado por la estación.
Entre 1889 y 1896 se construye una iglesia dedicada a San José según proyecto de Nicolás García Rivero. Era de estilo neogótico y estaba ubicada en el centro de la actual plaza. Durante la Guerra Civil la iglesia sufre daños considerables y es demolida. La actual iglesia se construye entre 1946 y 1954 en un estilo neobarroco diseñada por Enrique Rodríguez Bustelo.
En la zona se celebrarían tres importantes ferias: Dos de ganado: San Antonio y San Miguel y el rastro todos los domingos.
En agosto de 1936 numerosos gijoneses fueron represaliados por milicianos, por lo que en agosto de 1938 la plaza se bautiza como «Plaza de los Mártires de la Cruzada Nacional». En 1962 se reforma la plaza y se construye un parqueadero de 400 plazas coronado por un monumento en honor a los Mártires debido al 25 aniversario de la caída de Gijón durante la Guerra Civil. El monumento consistía en 4 arcos rodeando un pilar central.
En 1994 inician los trabajos de una reforma integral de la plaza, se elimina el parqueadero y se construye un nuevo espacio peatonal fundamentado en unas gradas de granito. Se demuele el monumento debido a su simbología franquista. La plaza se inaugura en septiembre de 1995 tras una inversión de 223 millones de pesetas. 
En 2022 se plantea la construcción de un intercambiador de pasajeros entre el gran número de viajeros de EMTUSA y la futura estación de Plaza Europa.

## Arquitectura
El Humedal presenta una serie de edificios de relevancia arquitectónica. De norte a sur:

### Torre Bankunión

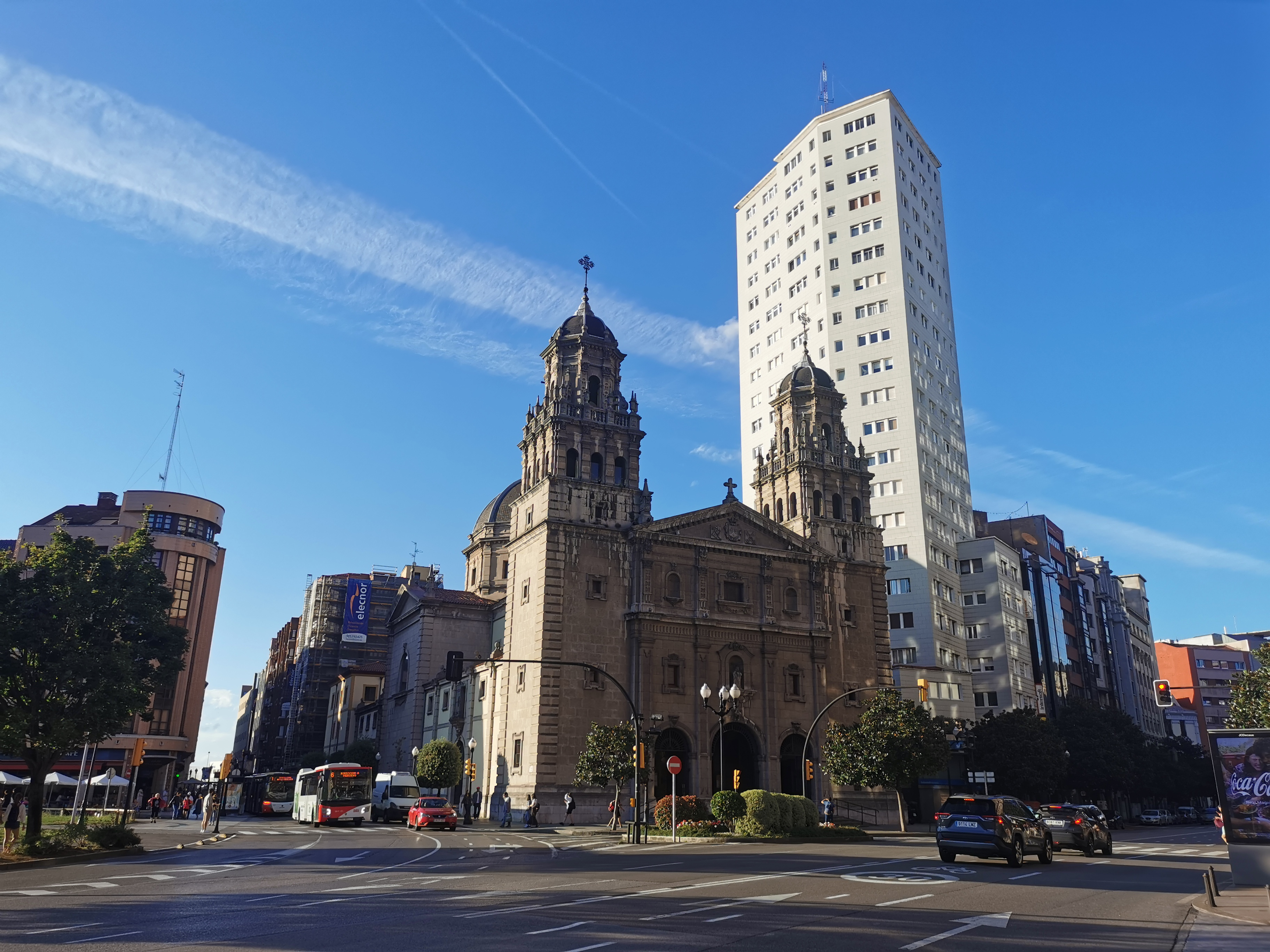
Iglesia de San José y Torre Bankunión

Esta torre construida entre 1958 y 1959 por los Hermanos Somolinos es el edificio residencial más alto de Gijón, contando con 70 metros y 21 plantas. Destaca por su gran altura, especialmente en su relación con su vecina, la iglesia de San José, que juntos forman una estampa reconocible.

### Iglesia de San José
La iglesia fue construida entre 1946 y 1954. Es de estilo neobarroco con una portada con dos torres y una cúpula.

### Edificio calle Álvarez Garaya, 8
Edificio de 1943 en esquina con la calle Langreo diseñado por Enrique Álvarez Sala en un elegante estilo Art Decó.

### La Gota de Leche

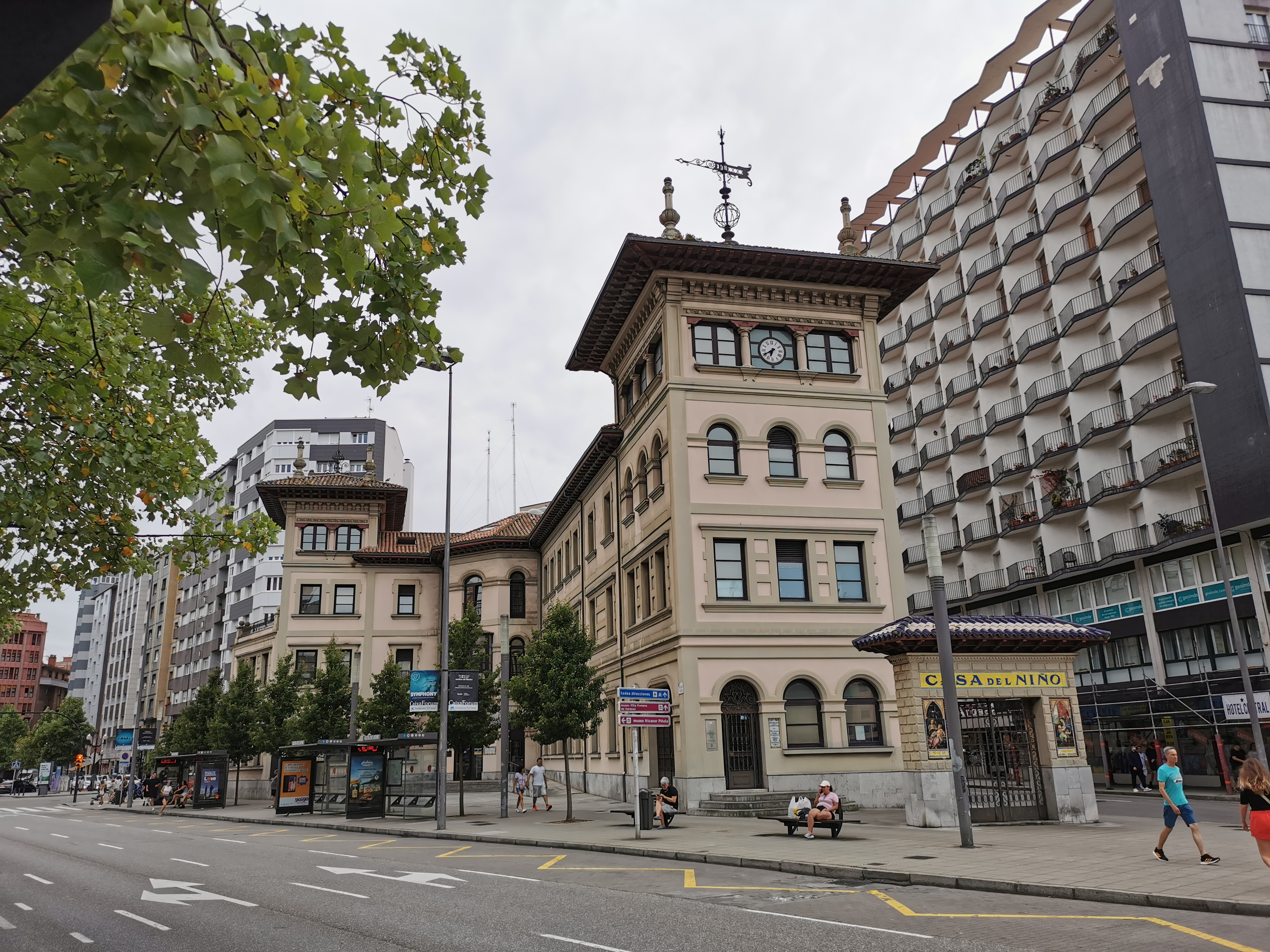
Instituto de Puericultura (La Gota Leche)

Es el edificio más reconocible de la plaza, de estilo neorrenacentista y construido en 1925 por impulso del médico Avelino González. Sirvió como Gota de Leche, destinado a ayudar a bajar la mortalidad en edades tempranas y para formar a matronas y enfermeras. Al sur del mismo se construiría en 1949 el Hogar Maternal e Infantil, para paliar las carencias del primer edificio.

### Edificio Plaza del Humedal, 4 y 5
Edificio que ocupa toda una manzana construido en 1964 en estilo moderno por dos arquitectos emblemáticos de la ciudad: Juan Manuel del Busto y Miguel Díaz Negrete. Ocupa una manzana entera y destaca por sus formas voladizas, que no le dan un aspecto pesado a pesar de su gran volumen.